# Lasca (jogo)
Lasca é uma variante do jogo de damas inventada pelo segundo campeão mundial de xadrez Emanuel Lasker (1868-1941). A Lasca é derivada do jogo de damas inglês (damas americanas) e o jogo de damas russo Bashni.

## História
Emanuel Lasker estava familiarizado com a versão russa das damas — bashne — no século XIX, participando de torneios de xadrez em Moscou e São Petersburgo. Segundo as memórias dos contemporâneos, quando em Moscou, ele ficou na casa de D. I. Sargin, famoso historiador, pesquisador e popularizador de jogos de tabuleiro. No momento da reunião com E. Lasker, D. Sargin. publicou repetidamente sobre damas em várias seções dos jornais e revistas russos como seu editor. A influência mútua desses pesquisadores mais famosos é óbvia, já que D. Sargin é o autor do trabalho fundamental "The Antiquity of the games of checkers and chess", e o livro de E. Lasker, "Board games of Nations", foi republicado repetidamente.
A apresentação pública de um novo tipo de damas era na época uma forte ferramenta de marketing que usava a marca na pessoa do atual campeão mundial.

Em 1911, kits de fábrica para o jogo de Lasca, incluindo um tabuleiro de jogo, conjuntos de damas de quatro cores e um livreto descrevendo as regras do jogo, foram amplamente vendidos na Europa e nos Estados Unidos.como "Lasca".

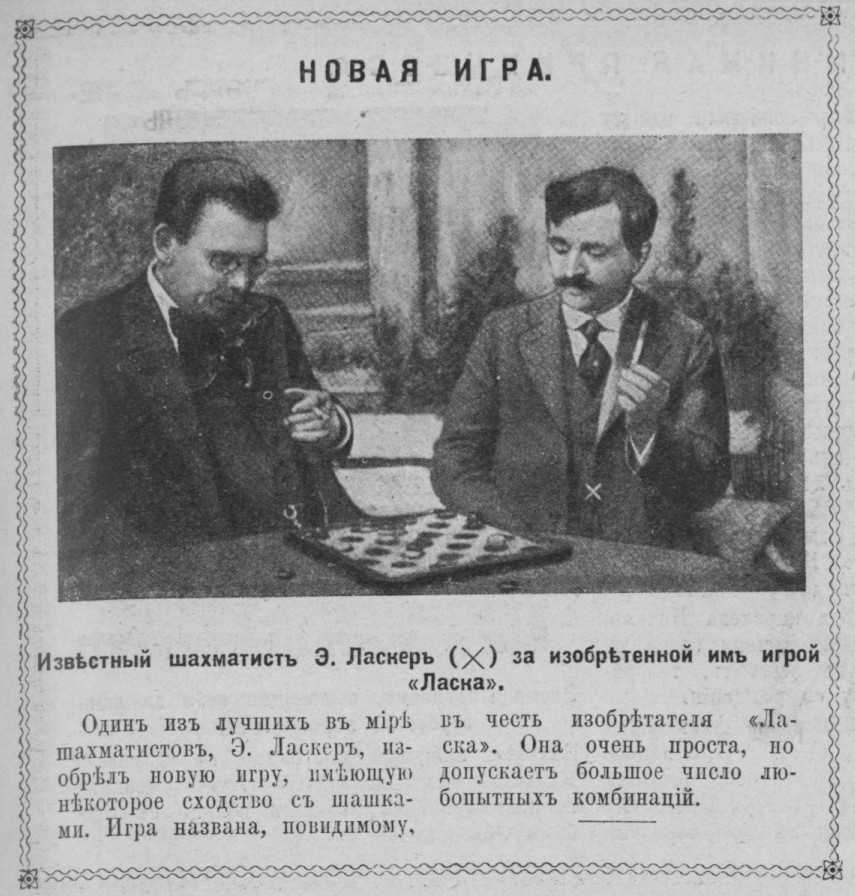
E.Lasker joga seu jogo Lasca. - New game // Ogonjok : Magazin/ — 1911. — N.º 39. — С. 17.
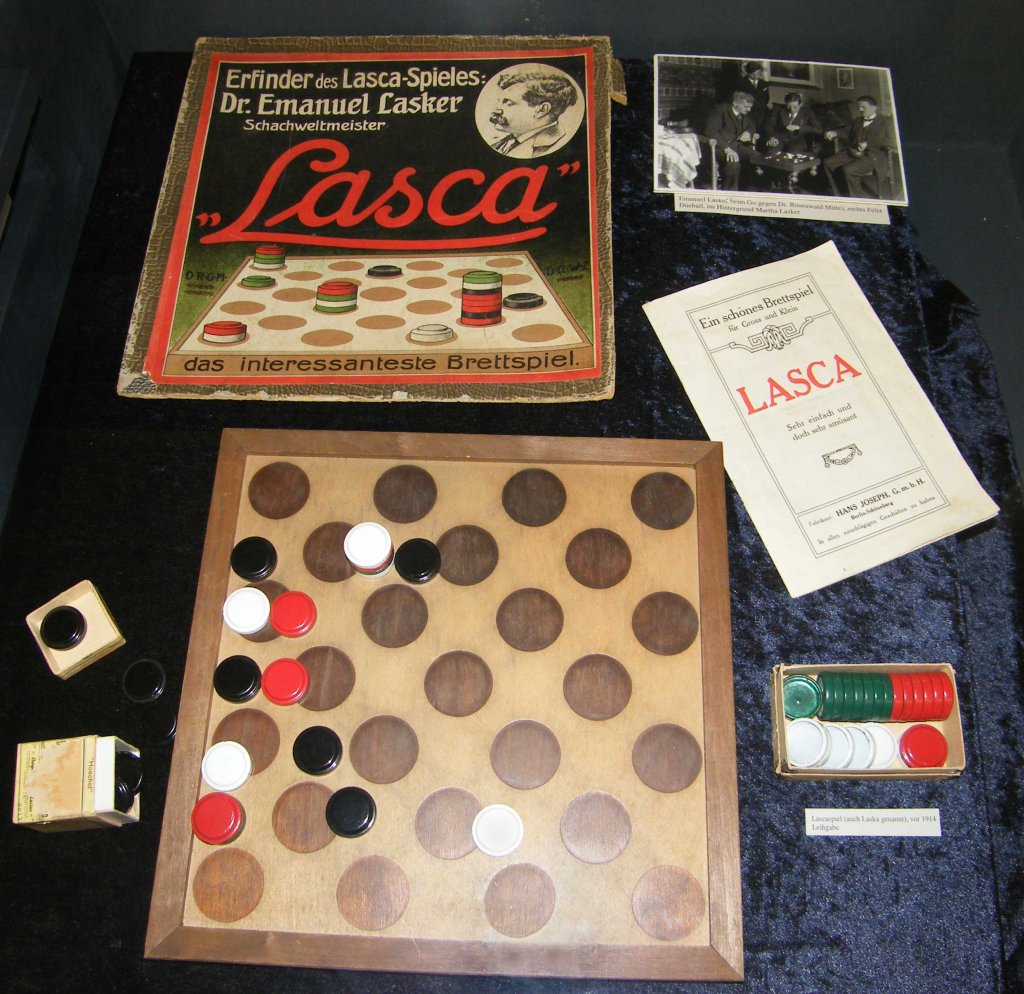
Conjunto original da Lasca, livreto com descrição das regras e caixa

## Descrição
O jogo é jogado em um tabuleiro 7×7; assim como nas damas e na maioria dos jogos descendentes, o jogo ocorre apenas em quadrados alternados, de modo que apenas 25 dos 49 quadrados são realmente usados. As peças de jogo são conhecidas inicialmente como soldados; quando alcançam a última fila do tabuleiro, tornam-se oficiais, com a mesma habilidade que os reis nas damas de mover e comer para trás.

## Regras
A principal diferença entre Lasca e outras variantes das damas é que, em vez de as peças serem removidas do tabuleiro ao serem comidas, elas são colocadas sob a peça que as comeu, formando uma coluna. Uma coluna está sob o controle do jogador cuja peça está no topo e possui os recursos de movimentação e captura dessa peça. Se uma coluna for comida, apenas a parte superior é removida.
Existem algumas outras mudanças nas regras também. A captura é obrigatória quando possível; isso significa que um jogador inteligente pode forçar seu oponente a capturar várias peças de sua cor e depois capturar a peça de seu oponente de cima, deixando uma coluna poderosa composta de várias peças de sua própria cor. Um jogador vence o jogo quando:
- o oponente não tiver mais nenhum movimento, ou
- todas as peças do oponente forem capturadas, ou
- o oponente renunciar.

## Exemplos de jogos

Brancos vencem. Jogo de Аlexander Sladkoff (Moscou)
Peter Mikhaelsen (holandês) - Victor Pakhomov (Rússia) (1999)